# جهد تثبيطي بعد مشبكي
في العلوم العصبية، يُعد الجهد التثبيطي البعد مشبكي أو الجهد التثبيطي التالي للمشبك*(IPSP) نوع من الجهود المشبكية (والجهود البعد مشبكية) التي تجعل الخلايا العصبية بعد المشبكية أقل احتمالية لتوليد جهود الفعل.
يعتبر هذا التغيير في الجهد الغشائي أقل شيوعًا من الEPSP. الIPSP عبارة عن فرط الاستقطاب، حيث تعمل بعض الناقلات العصبية على تحفيز التدفق الصافي للشحنة الموجبة (عادةً على شكل أيون البوتاسيوم K+ منتشر خارج الخلية)، مما يجعل الجزء الداخلي من الغشاء أكثر سلبية. نظرًا لأن فرط الاستقطاب هذا يجذب جهود الغشاء بعيدًا عن العتبة، مما يزيد من صعوبة توليد نبضة عصبية، يُطلق عليه اسم الجهد التثبيطي البعد مشبكي (IPSP). إن عكس الجهد التثبيطي البعد مشبكي (IPSP)هو الجهد الاستثاري البعد مشبكي (EPSP)، وهو نوع من الجهود المشبكية (والجهود البعد مشبكية) التي تجعل الخلايا العصبية بعد المشبكية أكثر احتمالية لتوليد جهود الفعل، وهو عبارة عن إزالة الاستقطاب الناجمة عن التدفق الصافي للكاتيونات (عادةً أيون الصوديومNa +). نظرًا لأن هذا التسريب للشحنة الموجبة يجلب جهود الغشاء نحو العتبة التي يتم عندها توليد النبضات العصبية، يُطلق عليها اسم الجهد الاستثاري البعد مشبكي (EPSP).
عندما تكون احتمالية توليد جهود الفعل كبيرة (EPSP)، فذلك يعني ازالة الاستقطاب المؤقت للجهد الغشائي البعد مشبكي، والناجم عن تدفق الأيونات الموجبة إلى الخلية البعد مشبكية، وهذا يحدث نتيجة لفتح قنوات أيونوتروبية. في المقابل، ينتج ال IPSP عن تدفق الأيونات السالبة إلى الخلية أو الأيونات الموجبة خارج الخلية. يمكن أن تنتج الEPSPs أيضًا عن انخفاض في الشحن الإيجابية الخارجة، في حين أن IPSPs ناتجة أحيانًا عن زيادة في تدفق الشحن الإيجابية الداخلة. يُسمى تدفق الأيونات الذي يسبب EPSP تيار استثاري بعد مشبكي (EPSC).
إن تفاعل ال EPSPs و IPSPs المتنافسين في مئات أو حتى آلاف المشابك على خلية عصبية واحدة يحدد ما إذا كان الدافع العصبي الذي يصل إلى النهايات العصبية القبل مشبكية سيتم تجديده (استثاري) أو تثبيطه (تثبيطي) في الغشاء بعد المشبكي عن طريق إما إزالة أو فرط الاستقطاب، على التوالي.
تم فحص IPSP لأول مرة في العصبونات الحركية بواسطة David P.C Lloyd وJohn Eccles و Rodolfo Llinás في الخمسينيات والستينيات.
يمكن أن تحدث IPSPs في جميع المشابك الكيميائية، والتي تستخدم إفراز الناقلات العصبية لتوليد إشارات من خلية إلى خلية. تطلق الخلايا العصبية المثبطة قبل المشبكية نواقل عصبية ترتبط بعد ذلك بالمستقبلات البعد مشبكية؛ هذا يؤدي إلى تغيير في نفاذية الغشاء العصبي البعد مشبكي لأيونات معينة. يتم توليد تيار كهربائي يغير الجهد الغشائي بعد المشبكي لخلق جهد بعد مشبكي أكثر سلبية، أي أن جهود الغشاء بعد المشبكية تصبح أكثر سلبية من جهد الراحة الغشائي، وهذا ما يسمى بفرط الاستقطاب. لتوليد جهد فعل، يجب إزالة استقطاب الغشاء بعد المشبكي - يجب أن يصل جهد الغشاء إلى عتبة جهد أكثر إيجابية من جهد الراحة الغشائي. لذلك، فإن فرط الاستقطاب في الغشاء بعد المشبكي يقلل من احتمالية حدوث إزالة الاستقطاب بشكل كافٍ لتوليد جهد فعل في العصبون بعد المشبكي.
يمكن أن يحدث إزالة الاستقطاب أيضًا بسبب IPSP إذا كان جهد الاعتكاس بين عتبة جهد الراحة وعتبة جهد الفعل. هناك طريقة أخرى للنظر في الIPSPs وهي أنها أيضًا تغير في موصلية الكلوريد في الخلية العصبية لأنها تقلل من القوة الدافعة. هذا لأنه إذا تسبب الناقل العصبي المنطلق في الشق المشبكي في زيادة نفاذية الغشاء بعد المشبكي إلى أيونات الكلوريد عن طريق الارتباط بقنوات أيونات الكلوريد الترابطية والتسبب في فتحها، فإن أيونات الكلوريد، التي تكون بتركيز أكبر في  الشق المشبكي، تنتشر في الخلايا العصبية بعد المشبكي.  نظرًا لأن هذه هي أيونات سالبة الشحنة، ينتج عن فرط الاستقطاب، مما يجعل احتمال إنشاء جهود الفعل أقل في الخلايا العصبية بعد المشبكية. يمكن استخدام أقطاب كهربائية دقيقة لقياس جهود ما بعد المشبكي في المشابك الإثارية (الاستثارية) أو المثبطة (التثبيطية).
بشكل عام، تعتمد جهو الفعل البعد مشبكية على نوع وتوليفة قناة المستقبل، وجهد الاعتكاس لجهود ما بعد المشبك، والجهد العتبة المحتمل، والنفاذية الأيونية لقناة الأيونات، بالإضافة إلى تركيزات الأيونات داخل وخارج الخلية؛  هذا يحدد ما إذا كان اثارياً (استثارياً) أو مثبطًا (تثبيطياً).  يريد IPSPs دائمًا إبقاء جهود الغشاء أكثر سلبية من عتبة جهد الفعل ويمكن اعتبارها «فرط استقطاب عابر».
تتنافس EPSPs و IPSPs مع بعضها البعض في العديد من نقاط التشابك العصبي في الخلايا العصبية. هذا يحدد ما إذا كان جهد الفعل في الطرف قبل المشبكي يتجدد في الغشاء بعد المشبكي أم لا. بعض الناقلات العصبية الشائعة المشاركة في IPSPs هي غابا والجليسين.
يمكن أن يؤثر حجم الخلية العصبية أيضًا على الجهود التثبيطية البعد مشبكية IPSP. يحدث التحميع الزمني (التجميع الوقتي) البسيط للجهود البعد مشبكية في الخلايا العصبية الأصغر، بينما في الخلايا العصبية الأكبر يسمح العدد الأكبر من المشابك والمستقبلات الأيونوتروبية بالإضافة إلى المسافة الأطول من المشبك إلى السوما، بإطالة التفاعلات بين الخلايا العصبية.

## الجزيئات المثبطة
غابا هو ناقل عصبي شائع جدًا يستخدم في IPSPs في دماغ الثدييات البالغة وشبكية العين. مستقبلات غابا (GABA) عبارة عن خماسيات تتكون بشكل شائع من ثلاث وحدات فرعية مختلفة (α ، β ، γ)، على الرغم من وجود العديد من الوحدات الفرعية الأخرى (δ ، ε ، θ ، π ، ρ) والأشكال. القنوات المفتوحة قابلة للاختراق بشكل انتقائي لأيونات الكلوريد أو البوتاسيوم (حسب نوع المستقبلات) وتسمح لهذه الأيونات بالمرور عبر الغشاء. إذا كانت الجهود الكهروكيميائية للأيون أكثر سلبية من تلك الخاصة بعتبة جهد الفعل، فإن تغيير الموصلية الناتج الذي يحدث بسبب ارتباط GABA بمستقبلاته يبقي إمكانات ما بعد المشبكية أكثر سلبية من العتبة ويقلل من احتمال الخلايا العصبية بعد المشبكية استكمال جهود الفعل. تعمل جزيئات ومستقبلات الجليسين كثيرًا بنفس الطريقة في الحبل الشوكي والدماغ وشبكية العين.

## المستقبلات المثبطة
هناك نوعان من المستقبلات المثبطة: مستقبلات أيونوتروبية ومستقبلات تحولية

## حالات طبية
الحالة الطبية المرتبطة بخلل في الIPSP الأكثر شيوعًا هي داء الجفلان.

## حواش
ويُعرف أيضًا بالكامن التثبيطي البعد مشبكي أو الكامن التثبيطي التالي للمشبك.